# League One
Die League One ist die dritthöchste englische Rugby-League-Liga. Sie wurde zur ersten Super-League-Saison eingeführt und besteht aus fünfzehn Mannschaften. League One heißt sie seit 2016, davor hieß sie Division Two, National League Two und Championship One.

## Geschichte
Eine dritte Liga führte man im englischen Rugby League erst 1994/95, in der vorletzten Saison vor der Gründung der Super League, ein. Dazu stiegen der Tabellenletzte der ersten Liga und die letzten neun Mannschaften der zweiten Liga ab und formten mit einer Mannschaft aus der National Conference League die dritte Liga. Diese wurde ab 1996 in das Ligasystem mit eingebunden.
Bis 1998 gab es einen Auf- und Abstieg zwischen der zweiten und dritten Liga, wobei die Anzahl der aufsteigenden Mannschaften je nach Saison schwankte. Dies änderte sich 1999, als man die zweite und dritte Liga zu einer einzigen Liga namens Premiership vereinigte. Von 1999 bis 2002 existierte keine dritte Liga, bevor man die Premiership zur Saison 2003 wieder in eine zweite und eine dritte Liga aufspaltete. Das Format hat sich im Gegensatz zu dem der ersten und zweiten Liga seitdem nur geringfügig verändert. Seit 2003 steigt der Tabellenerste automatisch auf, zurzeit besteht außerdem für eine Mannschaft die Möglichkeit, sich durch den Gewinn des Grand Final zu qualifizieren. Dieses Format war je nach Saison oft leicht abgewandelt, 2008 stiegen z. B. die ersten zwei Mannschaften gemeinsam mit dem Finalsieger auf.

## Mannschaften 2017
| Mannschaft                | Stadion                 | Stadt/Region                       |
| ------------------------- | ----------------------- | ---------------------------------- |
| Barrow Raiders            | Craven Park             | Barrow, Cumbria                    |
| Coventry Bears            | Butts Park Arena        | Coventry, West Midlands            |
| Doncaster RLFC            | Keepmoat Stadium        | Doncaster, South Yorkshire         |
| Gloucestershire All Golds | Prince of Wales Stadium | Cheltenham, Gloucestershire        |
| Hemel Stags               | Pennine Way Stadium     | Hemel Hempstead, Hertfordshire     |
| Hunslet Hawks             | South Leeds Stadium     | Leeds, West Yorkshire              |
| Keighley Cougars          | Cougar Park             | Keighley, West Yorkshire           |
| London Skolars            | New River Stadium       | Haringey, London                   |
| Newcastle Thunder         | Kingston Park           | Newcastle upon Tyne, Tyne and Wear |
| North Wales Crusaders     | Racecourse Ground       | Wrexham, Wales                     |
| Oxford RLFC               | Iffley Road             | Oxford, Oxfordshire                |
| South Wales Ironmen       | Wern Sports Park        | Merthyr Tydfil, Wales              |
| Toronto Wolfpack          | Lamport Stadium         | Toronto, Ontario, Kanada           |
| Whitehaven RLFC           | Recreation Ground       | Whitehaven, Cumbria                |
| Workington Town RLFC      | Derwent Park            | Workington, Cumbria                |
| York City Knights         | Bootham Crescent        | York, North Yorkshire              |

## Titelträger
| Saison | Meister             | Ergebnis | Zweiter Finalist   | Tabellenführer nach Ende der regulären Saison |
| ------ | ------------------- | -------- | ------------------ | --------------------------------------------- |
| 1996   |                     |          |                    | Hull Kingston Rovers                          |
| 1997   |                     |          |                    | Hunslet Hawks                                 |
| 1998   |                     |          |                    | Lancashire Lynx                               |
| 2003   | Keighley Cougars    | 13-11    | Sheffield Eagles   | Sheffield Eagles                              |
| 2004   | Halifax             | 34-30    | York City Knights  | Barrow Raiders                                |
| 2005   | Batley Bulldogs     | 28-26    | Dewsbury Rams      | York City Knights                             |
| 2006   | Sheffield Eagles    | 35-10    | Swinton Lions      | Dewsbury Rams                                 |
| 2007   | Featherstone Rovers | 24-6     | Oldham Roughyeds   | Celtic Crusaders                              |
| 2008   | Doncaster Lakers    | 18-10    | Oldham Roughyeds   | Gateshead Thunder                             |
| 2009   | Keighley Cougars    | 28-26    | Oldham Roughyeds   | Dewsbury Rams                                 |
| 2010   | York City Knights   | 25-4     | Oldham Roughyeds   | Hunslet Hawks                                 |
| 2011   | Keighley Cougars    | 32-12    | Workington Town    | Swinton Lions                                 |
| 2012   | Doncaster           | 16-13    | Barrow Raiders     | Doncaster                                     |
| 2013   | Rochdale Hornets    | 32-18    | Oldham Roughyeds   | North Wales Crusaders                         |
| 2014   | Hunslet Hawks       | 17-16    | Oldham Roughyeds   | York City Knights                             |
| 2015   | Oldham Roughyeds    | 31-20    | Keighley Cougars   | Oldham Roughyeds                              |
| 2016   | Rochdale Hornets    | 24-22    | Toulouse Olympique | Toulouse Olympique                            |